# Райки (Владимирская область)
Райки — деревня в Судогодском районе Владимирской области России, входит в состав Муромцевского сельского поселения.

## География
Деревня расположена на берегу реки Судогда в 7 км на юг от райцентра города Судогда. 

## История
В XIX — первой четверти XX века деревня входила в состав Бережковской волости Судогодского уезда, с 1926 года — в составе Судогодской волости Владимирского уезда. В 1859 году в деревне числилось 25 дворов, в 1905 году — 52 дворов, в 1926 году — 52 дворов.
С 1929 года деревня являлась центром Райковского сельсовета Судогодского района, с 1940 года — в составе Вольно-Артемовского сельсовета, с 1979 года — в составе Беговского сельсовета, с 2005 года — в составе Муромцевского сельского поселения.

## Население
| 1859 | 1905 | 1926 | 2002 |
| ---- | ---- | ---- | ---- |
| 205  | 264  | 245  | 16   |

| 1859 | 1905 | 1926 | 1959 | 1970 | 1979 | 1983 |
| ---- | ---- | ---- | ---- | ---- | ---- | ---- |
| 205  | ↗264 | ↘245 | ↘150 | ↘107 | ↘69  | ↘60  |
| 2002 | 2010 | 2021 |      |      |      |      |
| ↘16  | ↗22  | ↘7   |      |      |      |      |